# Guillemette du Luys
Guillemette du Luys (fl.  1479, Paris) est une chirurgienne au service du roi Louis XI de France. C'est l'une des deux femmes que l'Histoire a retenues comme chirurgiennes royales.